# キルギス・ソビエト社会主義共和国

キルギス・ソビエト社会主義共和国（1936年-1990年）
キルギスタン社会主義共和国
（1990年）
キルギスタン共和国
（1990年-1991年）
Кыргыз Советтик Социалисттик Республикасы（キルギス語）
Киргизская Советская Социалистическая Республика（ロシア語）
（1936 ‐ 1990）
Социалисттик Кыргызстан Республикасы（キルギス語）
Социалистическая Республика Кыргызстан（ロシア語）
（1990）
Кыргызстан Республикасы（キルギス語）
Республика Кыргызстан（ロシア語）
（1990 ‐ 1991）

国の標語: Бардык өлкөлөрдүн пролетарлары, бириккиле!（キルギス語）
万国の労働者よ、団結せよ!国歌: Кыргыз Советтик Социалисттик Республикасы Мамлекеттик Гимни（キルギス語）
キルギス・ソビエト社会主義共和国国歌

キルギスSSRの位置

キルギス・ソビエト社会主義共和国（キルギス・ソビエトしゃかいしゅぎきょうわこく、キルギス語: Кыргыз Советтик Социалисттик Республикасы、ロシア語: Киргизская Советская Социалистическая Республика）は、ソビエト連邦構成共和国の1つ。1991年8月31日、キルギスタン共和国（1993年5月、キルギス共和国に改称）として独立した。

## 建国
ロシア革命後、赤軍はキルギス地方において白衛軍、バスマチ（反革命派イスラム教徒）の部隊を撃破した。民族別国家分画の政策の下で1924年10月14日、ロシア・ソビエト連邦社会主義共和国の構成下にカラ＝キルギス自治州（1925年5月25日からキルギス自治州）が設置された。1926年2月1日、キルギス自治ソビエト社会主義共和国に改編され、1936年12月5日、ソ連の構成下においてキルギス・ソビエト社会主義共和国が誕生した。

## キルギスタン共産党

### 歴代第一書記
- ミハイル・カメンスキー（1924年 - 1925年） - ユダヤ人。
- ニコライ・ウジュコフ（1925年 - 1927年） - ロシア人。銃殺。
- ウラジーミル・シュブリコフ（1927年 - 1929年） - ロシア人。銃殺。
- ミハイル・クリコフ（1929年 - 1930年） - ロシア人。銃殺。
- アレクセイ・シャフライ（1930年 - 1934年） - ロシア人。
- モリス・ベロツキー（1934年 - 1937年） - ユダヤ人。強制収容所で死亡。
- マクシム・アムモソフ（1937年） - ヤクート人。銃殺。
- アレクセイ・ワゴフ（1938年 - 1945年）
- ニコライ・ボゴリュボフ（1945年 - 1950年）
- イスハク・ラズザコフ（1950年 - 1961年）
- トゥルダクン・ウスバリエフ（1961年 - 1985年）
- アブサマト・マサリエフ（1985年 - 1991年）
- ジュムガルベク・アマンバエフ（1991年）

## 消滅
1990年10月27日、アスカル・アカエフがキルギス・ソビエト社会主義共和国大統領に選出された。12月15日、キルギスタン共和国国家主権宣言が採択された。
1991年8月31日、キルギスタン共和国国家独立宣言が採択され、ソ連から離脱して独立国となった。